# 水上千之
水上 千之（みずかみ ちゆき、1942年6月25日 - 2007年12月5日）は、日本の法学者。専門は国際法・海洋法。海洋法研究の大家の一人。学位は、博士（法学）（東北大学・論文博士・1995年）（学位論文「船舶の国籍と便宜置籍」）。広島大学名誉教授。富山県富山市出身。

## 略歴
- 1966年 金沢大学法文学部卒業
- 1970年　東北大学大学院法学研究科公法学専攻博士課程中退
- 海上保安大学校講師
- 1977年　海上保安大学校助教授
- 金沢大学法文学部助教授
- 1984年　金沢大学法学部教授
- 広島大学法学部教授（在職中に法学部長を務める）
- 2004年　広島大学定年退官　　広島大学名誉教授　明治学院大学法学部教授
- 明治学院大学在職中に逝去

## 著書
- 『現代国際法講義（第四版）』（共著、有斐閣、1992年初版・2007年）
- 『船舶の国籍と便宜置籍』（有信堂、1994年）
- 『現代の海洋法』（編著、有信堂、2003年）
- 『排他的経済水域』（有信堂、2006年）

など